# Авдеенко, Яков Павлович
Яков Павлович Авдеенко (укр. Яків Павлович Авдієнко; 5 ноября 1897, Покоры — 16 марта 1994, Киев) — украинский советский кинооператор и кинорежиссер; член Союза кинематографистов Украины с 1957 года. Заслуженный деятель искусств УССР с 1988 года.

## Биография
Родился 24 октября [5 ноября] 1897 года в селе Покоры Уссурийского края (ныне Россия). Окончил 3 курса живописного факультета Высших художественно-технических мастерских в Москве.
В 1929 году вместе с группой любителей-операторов на Коломенском паровозостроительном заводе снял хронологический фильм «Полный ход» и был принят в штат кинофабрики «Межрабпомфильм». В 1931 году работал на киностудии «Схидкино». В 1932 году перешел на киностудию «Мостехфильм». С 1933 года работал оператором «Союзкинохроники». Был специальным корреспондентом в Краснодарском крае, где снял ряд сюжетов о промышленности и сельском хозяйстве Северного Кавказа.
В 1940–1970 годах работал режиссером «Укркинохроники». Одновременно в течение 1960—1970 годов преподавал на кинорежиссерском факультете Киевского института театрального искусства. Умер в Киеве 16 марта 1994 года.

## Творчество
Снял фильмы:
- «Машинно-сенокосная станция» (1931; о сельском хозяйстве);
- «Подарок Родине» (1934; о сельском хозяйстве);
- «15 лет Кабардино-Балкарской автономной области» (1932);
- «Большевистский урожай» (1936, вместе с М. Поповым);
- «Республика юность» (1937);
- «Жертвы пиратов спасены» (1937);
- «Советский Карачай» (1938);
- «Горняки» (1939);
- «Львов советский» (1940, автор сценария);
- «Киев есть и будет советским» (1941);
- «Битва за нашу Советскую Украину» (1943; вместе с Александром Довженко и Юлией Солнцевой);
- «На советском Дунае» (1943);
- «Победа на Правобережной Украине» (1945; вместе с Александром Довженко и Юлией Солнцевой).
- «За Карпатами» (1945);
- «Памятник Ленину» (1946, автор сценария);
- «Советская Украина» (1947);
- «Новая победа марьинцев» (1950);
- «Снова в семье единой» (1952);
- «На фермах Украины» (1957);
- «Поезд дружбы» (1960);
- «Всегда с тобой» (1970).